# Temporada da American Le Mans Series de 2008
A Temporada da American Le Mans Series de 2008 foi a décima temporada da categoria, sendo iniciada em março e encerrada em outubro. Nesta temporada foram disputadas quatro categorias: GT1, GT2, LMP1 e LMP2.

## Calendário
| #  | Corrida                                              | Duração/Distância                   | Circuito                      | Data          |
| -- | ---------------------------------------------------- | ----------------------------------- | ----------------------------- | ------------- |
| 1  | Mobil 1 12 Hours of Sebring                          | 12 horas                            | Sebring International Raceway | 15 de março   |
| 2  | Acura Sports Car Challenge of St. Petersburg         | 1 horas 55 minutos                  | Streets of St. Petersburg     | 5 de abril    |
| 3  | Tequila Patrón American Le Mans Series at Long Beach | 1 horas 40 minutos                  | Long Beach street circuit     | 19 de abril   |
| 4  | Larry H. Miller Dealerships Utah Grand Prix          | 2 horas 45 minutos                  | Miller Motorsports Park       | 18 de maio    |
| 5  | Northeast Grand Prix                                 | 2 horas 45 minutos                  | Lime Rock Park                | 12 de julho   |
| 6  | Acura Sports Car Challenge of Mid-Ohio               | 2 horas 45 minutos                  | Mid-Ohio                      | 19 de julho   |
| 7  | Generac 500 at Road America                          | 4 horas                             | Road America                  | 9 de agosto   |
| 8  | Grand Prix of Mosport                                | 2 horas 45 minutos                  | Mosport International Raceway | 24 de agosto  |
| 9  | Detroit Sports Car Challenge                         | 2 horas 45 minutos                  | Belle Isle street circuit     | 30 de agosto  |
| 10 | Petit Le Mans                                        | 1 000 milhas (1 600 km) ou 10 horas | Road Atlanta                  | 4 de outubro  |
| 11 | Monterey Sports Car Championships                    | 4 horas                             | Mazda Raceway Laguna Seca     | 18 de outubro |

## Resultados
| #  | Circuito       | LMP1 - Equipe vencedora                     | LMP2 - Equipe vencedora                     | GT1 - Equipe vencedora                     | GT2 - Equipe vencedora                     | Detalhes |
| #  | Circuito       | LMP1 - Pilotos vencedores                   | LMP2 - Pilotos vencedores                   | GT1 - Pilotos vencedores                   | GT2 - Pilotos vencedores                   | Detalhes |
| -- | -------------- | ------------------------------------------- | ------------------------------------------- | ------------------------------------------ | ------------------------------------------ | -------- |
| 1  | Sebring        | #1 Audi Sport North America                 | #7 Penske Racing                            | #3 Corvette Racing                         | #45 Flying Lizard Motorsports              | Detalhes |
| 1  | Sebring        | Rinaldo Capello Tom Kristensen Allan McNish | Timo Bernhard Romain Dumas Emmanuel Collard | Johnny O'Connell Jan Magnussen Ron Fellows | Jörg Bergmeister Wolf Henzler Marc Lieb    | Detalhes |
| 2  | St. Petersburg | #2 Audi Sport North America                 | #7 Penske Racing                            | #4 Corvette Racing                         | #71 Tafel Racing                           | Detalhes |
| 2  | St. Petersburg | Marco Werner Lucas Luhr                     | Timo Bernhard Romain Dumas                  | Olivier Beretta Oliver Gavin               | Dominik Farnbacher Dirk Müller             | Detalhes |
| 3  | Long Beach     | #2 Audi Sport North America                 | #9 Highcroft Racing                         | #3 Corvette Racing                         | #71 Tafel Racing                           | Detalhes |
| 3  | Long Beach     | Marco Werner Lucas Luhr                     | David Brabham Scott Sharp                   | Johnny O'Connell Jan Magnussen             | Dominik Farnbacher Dirk Müller             | Detalhes |
| 4  | Miller         | #2 Audi Sport North America                 | #7 Penske Racing                            | #3 Corvette Racing                         | #45 Flying Lizard Motorsports              | Detalhes |
| 4  | Miller         | Marco Werner Lucas Luhr                     | Timo Bernhard Romain Dumas                  | Johnny O'Connell Jan Magnussen             | Jörg Bergmeister Wolf Henzler              | Detalhes |
| 5  | Lime Rock      | #2 Audi Sport North America                 | #9 Highcroft Racing                         | #3 Corvette Racing                         | #45 Flying Lizard Motorsports              | Detalhes |
| 5  | Lime Rock      | Marco Werner Lucas Luhr                     | David Brabham Scott Sharp                   | Johnny O'Connell Jan Magnussen             | Jörg Bergmeister Wolf Henzler              | Detalhes |
| 6  | Mid-Ohio       | #2 Audi Sport North America                 | #7 Penske Racing                            | #3 Corvette Racing                         | #71 Tafel Racing                           | Detalhes |
| 6  | Mid-Ohio       | Marco Werner Lucas Luhr                     | Timo Bernhard Romain Dumas                  | Johnny O'Connell Jan Magnussen             | Dominik Farnbacher Dirk Müller             | Detalhes |
| 7  | Road America   | #2 Audi Sport North America                 | #9 Highcroft Racing                         | #3 Corvette Racing                         | #87 Farnbacher-Loles                       | Detalhes |
| 7  | Road America   | Marco Werner Lucas Luhr                     | David Brabham Scott Sharp                   | Johnny O'Connell Jan Magnussen             | Dirk Werner Richard Westbrook Bryce Miller | Detalhes |
| 8  | Mosport        | #2 Audi Sport North America                 | #9 Highcroft Racing                         | #3 Corvette Racing                         | #62 Risi Competizione                      | Detalhes |
| 8  | Mosport        | Marco Werner Lucas Luhr                     | David Brabham Scott Sharp                   | Johnny O'Connell Jan Magnussen             | Jaime Melo Mika Salo                       | Detalhes |
| 9  | Belle Isle     | #37 Intersport Racing                       | #26 Andretti Green Racing                   | #4 Corvette Racing                         | #45 Flying Lizard Motorsports              | Detalhes |
| 9  | Belle Isle     | John Field Clint Field Richard Berry        | Franck Montagny James Rossiter              | Olivier Beretta Oliver Gavin               | Jörg Bergmeister Wolf Henzler              | Detalhes |
| 10 | Road Atlanta   | #1 Audi Sport North America                 | #5 Penske Motorsports                       | #3 Corvette Racing                         | #62 Risi Competizione                      | Detalhes |
| 10 | Road Atlanta   | Allan McNish Rinaldo Capello Emanuele Pirro | Ryan Briscoe Hélio Castroneves              | Johnny O'Connell Jan Magnussen Ron Fellows | Jaime Melo Mika Salo                       | Detalhes |
| 11 | Laguna Seca    | #2 Audi Sport North America                 | #26 Andretti Green Racing                   | #4 Corvette Racing                         | #71 Tafel Racing                           | Detalhes |
| 11 | Laguna Seca    | Marco Werner Lucas Luhr                     | Franck Montagny Tony Kanaan                 | Olivier Beretta Oliver Gavin               | Dominik Farnbacher Dirk Müller             | Detalhes |

## Classificação das equipes

### LMP1
| Pos | Equipe                   | Chassis                   | Motor                                                                   | 1  | 2  | 3  | 4  | 5  | 6  | 7  | 8  | 9  | 10 | 11 | Total |
| --- | ------------------------ | ------------------------- | ----------------------------------------------------------------------- | -- | -- | -- | -- | -- | -- | -- | -- | -- | -- | -- | ----- |
| 1   | Audi Sport North America | Audi R10 TDI              | Audi TDI 5.5 L Turbo V12 (Diesel)                                       | 30 | 20 | 20 | 20 | 20 | 20 | 25 | 20 |    | 30 | 25 | 230   |
| 2   | Intersport Racing        | Lola B06/10 Lola B07/17   | AER P32C 4.0 L Turbo V8 AER P32C 3.6 L Turbo V8 Judd GV5.5 S2 5.5 L V10 | 23 |    | 10 | 16 | 16 | 13 | 18 |    | 20 |    | 13 | 129   |
| 3   | Peugeot Sport Total      | Peugeot 908               | Peugeot HDi 5.5 L Turbo V12 (Diesel)                                    | 20 |    |    |    |    |    |    |    |    | 26 |    | 46    |
| 4   | Autocon Motorsports      | Creation CA07 Lola B06/10 | Judd GV5 5.0 L V10 AER P32C 4.0 L Turbo V8                              | 18 |    | 13 |    |    | 10 |    |    |    |    |    | 41    |
| 5   | Team LNT                 | Ginetta-Zytek 07S         | Zytek 4.5 L V8                                                          |    |    |    |    |    |    |    |    |    | 20 |    | 20    |
| 6   | Corsa Motorsports        | Zytek 07S                 | Zytek 2ZG408 4.0 L V8 Zytek 4.5 L V8                                    |    |    |    |    |    |    |    |    |    |    | 18 | 18    |
| 7   | Creation Autosportif     | Creation CA07             | AIM (Judd) YS5.5 5.5 L V10                                              |    |    |    |    |    |    |    |    |    |    | 15 | 15    |

### LMP2
| Pos | Equipe                   | Chassis                 | Motor                      | 1  | 2  | 3  | 4  | 5  | 6  | 7  | 8  | 9  | 10 | 11 | Total |
| --- | ------------------------ | ----------------------- | -------------------------- | -- | -- | -- | -- | -- | -- | -- | -- | -- | -- | -- | ----- |
| 1   | Penske Racing            | Porsche RS Spyder Evo   | Porsche MR6 3.4 L V8       | 30 | 20 | 16 | 20 | 16 | 20 | 21 | 13 | 10 | 26 | 18 | 210   |
| 2   | Patrón Highcroft Racing  | Acura ARX-01B           | Acura AL7R 3.4 L V8        | 20 | 16 | 20 | 2  | 20 | 16 | 25 | 20 | 16 |    | 7  | 162   |
| 3   | Dyson Racing             | Porsche RS Spyder Evo   | Porsche MR6 3.4 L V8       | 26 | 10 | 8  | 10 | 6  | 8  | 18 | 4  | 6  | 20 | 13 | 129   |
| 4   | Andretti Green Racing    | Acura ARX-01B           | Acura AL7R 3.4 L V8        | 16 | 8  | 10 | 4  | 8  | 4  | 9  | 10 | 20 | 14 | 25 | 128   |
| 5   | Lowe's Fernandez Racing  | Acura ARX-01B           | Acura AL7R 3.4 L V8        |    | 4  | 6  | 8  | 10 | 13 | 7  | 16 | 2  | 13 | 9  | 88    |
| 6   | de Ferran Motorsport     | Acura ARX-01B           | Acura AL7R 3.4 L V8        |    |    |    | 13 | 4  |    | 8  | 8  | 13 | 18 | 21 | 85    |
| 7   | Penske Motorsports, Inc. | Porsche RS Spyder Evo   | Porsche MR6 3.4 L V8       |    |    |    |    |    |    |    |    |    | 30 | 15 | 45    |
| 8   | B-K Motorsport           | Lola B07/46 Lola B08/86 | Mazda MZR-R 2.0 L Turbo I4 |    | 6  | 3  | 3  |    | 3  | 13 | 2  | 4  |    | 6  | 40    |
| 9   | Horag Lista Racing       | Porsche RS Spyder Evo   | Porsche MR6 3.4 L V8       | 18 |    |    |    |    |    |    |    |    |    |    | 18    |
| 10  | Van der Steur Racing     | Radical SR9             | AER P07 2.0 L Turbo I4     |    | 3  |    |    |    |    |    |    |    |    |    | 3     |

### GT1
| Pos | Equipe           | Chassis                 | Motor                    | 1  | 2  | 3  | 4  | 5  | 6  | 7  | 8  | 9  | 10 | 11 | Total |
| --- | ---------------- | ----------------------- | ------------------------ | -- | -- | -- | -- | -- | -- | -- | -- | -- | -- | -- | ----- |
| 1   | Corvette Racing  | Chevrolet Corvette C6.R | Chevrolet LS7.R 7.0 L V8 | 30 | 20 | 20 | 20 | 20 | 20 | 25 | 20 | 20 | 30 | 25 | 250   |
| 2   | Bell Motorsports | Aston Martin DBR9       | Aston Martin 6.0 L V12   | 23 |    |    |    |    |    | 21 | 13 | 13 |    |    | 70    |

### GT2
| Pos | Equipe                       | Chassis                                        | Motor                                        | 1  | 2  | 3  | 4  | 5  | 6  | 7  | 8  | 9  | 10 | 11 | Total |
| --- | ---------------------------- | ---------------------------------------------- | -------------------------------------------- | -- | -- | -- | -- | -- | -- | -- | -- | -- | -- | -- | ----- |
| 1   | Flying Lizard Motorsports    | Porsche 997 GT3-RSR                            | Porsche 3.8 L Flat-6 Porsche 4.0 L Flat-6    | 30 | 16 | 16 | 20 | 20 | 16 | 21 | 13 | 20 | 26 | 13 | 211   |
| 2   | Tafel Racing                 | Ferrari F430GT                                 | Ferrari 4.0 L V8                             | 20 | 20 | 20 | 13 | 10 | 20 | 18 | 10 | 6  | 23 | 25 | 195   |
| 3   | Risi Competizione            | Ferrari F430GT                                 | Ferrari 4.0 L V8                             | 23 | 8  | 6  | 4  | 13 | 8  | 13 | 20 | 13 | 30 | 21 | 159   |
| 4   | Farnbacher-Loles Motorsport  | Porsche 997 GT3-RSR                            | Porsche 3.8 L Flat-6 Porsche 4.0 L Flat-6    |    | 13 | 8  |    | 16 | 10 | 25 | 16 |    |    | 18 | 106   |
| 5   | Flying Lizard Motorsports 44 | Porsche 997 GT3-RSR                            | Porsche 3.8 L Flat-6 Porsche 4.0 L Flat-6    | 26 | 4  | 4  | 8  |    |    | 9  | 4  | 10 | 16 | 11 | 92    |
| 6   | Panoz Team PTG               | Panoz Esperante GT-LM                          | Ford (Élan) 5.0 L V8                         |    | 6  |    | 10 | 8  | 4  |    | 8  | 1  |    | 15 | 52    |
| 7   | VICI Racing                  | Porsche 997 GT3-RSR                            | Porsche 3.8 L Flat-6 Porsche 4.0 L Flat-6    | 16 |    | 3  | 2  |    | 2  | 8  |    |    | 11 |    | 42    |
| 8   | JMB Racing                   | Ferrari F430GT                                 | Ferrari 4.0 L V8                             |    |    |    |    |    |    |    |    |    | 18 | 9  | 27    |
| 9   | Drayson-Barwell              | Aston Martin DBRS9 Aston Martin V8 Vantage GT2 | Aston Martin 6.0 L V12 Aston Martin 4.5 L V8 |    |    |    |    |    | 1  |    | 3  |    | 12 | 8  | 24    |
| 10= | Corsa Motorsports            | Ferrari F430GT                                 | Ferrari 4.0 L V8                             |    | 10 | 10 | 3  |    |    |    |    |    |    |    | 23    |
| 10= | Primetime Race Group         | Dodge Viper Comp. Coupe                        | Dodge 8.3 L V10                              | 18 |    |    |    |    |    |    | 1  | 4  |    |    | 23    |
| 12  | Black Swan Racing            | Ford GT-R Mk.VII                               | Ford 5.0 L V8                                |    |    |    |    | 3  |    | 6  |    |    |    | 7  | 16    |
| 13  | LG Motorsports               | Chevrolet Corvette C6                          | Chevrolet 6.3 L V8                           |    | 3  | 1  | 6  |    |    |    |    |    |    |    | 10    |
| 14  | Robertson Racing             | Ford GT-R Mk.VII                               | Ford 5.0 L V8                                |    |    |    |    |    |    |    |    | 3  |    |    | 3     |

## Classificação de pilotos

### LMP1
| Pos | Piloto                | Equipe                   | 1  | 2  | 3  | 4   | 5  | 6  | 7  | 8  | 9  | 10 | 11 | Total |
| --- | --------------------- | ------------------------ | -- | -- | -- | --- | -- | -- | -- | -- | -- | -- | -- | ----- |
| 1=  | Marco Werner          | Audi Sport North America | 26 | 20 | 20 | 20  | 20 | 20 | 25 | 20 |    | 23 | 25 | 219   |
| 1=  | Lucas Luhr            | Audi Sport North America | 26 | 20 | 20 | 20  | 20 | 20 | 25 | 20 |    | 23 | 25 | 219   |
| 3   | Emanuele Pirro        | Audi Sport North America |    | 16 | 16 | 10† | 13 | 16 | 21 | 16 |    | 30 | 21 | 159   |
| 4   | Jon Field             | Intersport Racing        | 23 |    | 10 | 16  | 16 |    | 18 |    | 20 |    | 13 | 116   |
| 5   | Richard Berry         | Intersport Racing        | 23 |    |    | 16  | 16 |    | 18 |    | 20 |    | 13 | 106   |
| 6   | Rinaldo Capello       | Audi Sport North America | 30 |    |    |     | 13 | 16 |    | 16 |    | 30 |    | 105   |
| 7   | Clint Field           | Intersport Racing        | 23 |    | 10 | 16  | 16 |    | 18 |    | 20 |    |    | 103   |
| 8   | Allan McNish          | Audi Sport North America | 30 |    |    |     |    |    |    |    |    | 30 |    | 60    |
| 9=  | Nicolas Minassian     | Peugeot Sport Total      | 20 |    |    |     |    |    |    |    |    | 26 |    | 46    |
| 9=  | Stéphane Sarrazin     | Peugeot Sport Total      | 20 |    |    |     |    |    |    |    |    | 26 |    | 46    |
| 11  | Frank Biela           | Audi Sport North America |    | 16 | 16 | 10† |    |    |    |    |    |    |    | 42    |
| 12  | Chris McMurry         | Autocon Motorsports      | 18 |    | 13 |     |    | 10 |    |    |    |    |    | 41    |
| 13  | Tom Kristensen        | Audi Sport North America | 30 |    |    |     |    |    |    |    |    |    |    | 30    |
| 14= | Bryan Willman         | Autocon Motorsports      | 18 |    |    |     |    | 10 |    |    |    |    |    | 28    |
| 14= | John Faulkner         | Intersport Racing        |    |    |    |     |    | 13 | 15 |    |    |    |    | 28    |
| 14= | Ryan Lewis            | Intersport Racing        |    |    |    |     |    | 13 | 15 |    |    |    |    | 28    |
| 17= | Mike Rockenfeller     | Audi Sport North America | 26 |    |    |     |    |    |    |    |    |    |    | 26    |
| 17= | Christian Klien       | Peugeot Sport Total      |    |    |    |     |    |    |    |    |    | 26 |    | 26    |
| 19= | Marcel Fässler        | Audi Sport North America |    |    |    |     |    |    | 21 |    |    |    |    | 21    |
| 19= | Christijan Albers     | Audi Sport North America |    |    |    |     |    |    |    |    |    |    | 21 | 21    |
| 21= | Pedro Lamy            | Peugeot Sport Total      | 20 |    |    |     |    |    |    |    |    |    |    | 20    |
| 21= | Danny Watts           | Team LNT                 |    |    |    |     |    |    |    |    |    | 20 |    | 20    |
| 21= | Olivier Pla           | Team LNT                 |    |    |    |     |    |    |    |    |    | 20 |    | 20    |
| 24= | Tony Burgess          | Autocon Motorsports      | 18 |    |    |     |    |    |    |    |    |    |    | 18    |
| 24= | Gunnar Jeannette      | Corsa Motorsports        |    |    |    |     |    |    |    |    |    |    | 18 | 18    |
| 24= | Johnny Mowlem         | Corsa Motorsports        |    |    |    |     |    |    |    |    |    |    | 18 | 18    |
| 24= | Stefan Johansson      | Corsa Motorsports        |    |    |    |     |    |    |    |    |    |    | 18 | 18    |
| 28= | Gregor Fisken         | Intersport Racing        |    |    |    |     |    |    | 15 |    |    |    |    | 15    |
| 28= | Jamie Campbell-Walter | Creation Autosportif     |    |    |    |     |    |    |    |    |    |    | 15 | 15    |
| 28= | Stephen Simpson       | Creation Autosportif     |    |    |    |     |    |    |    |    |    |    | 15 | 15    |
| 28= | Liz Halliday          | Creation Autosportif     |    |    |    |     |    |    |    |    |    |    | 15 | 15    |
| 32= | Michael Lewis         | Autocon Motorsports      |    |    | 13 |     |    |    |    |    |    |    |    | 13    |
| 32= | Ryan Lewis            | Intersport Racing        |    |    |    |     |    |    |    |    |    |    | 13 | 13    |

† - Frank Biela and Emanuele Pirro were both penalized three championship points for their entry making avoidable contact during Round 4.

### LMP2
| Pos | Piloto               | Equipe                                 | 1  | 2   | 3  | 4  | 5  | 6  | 7  | 8  | 9  | 10 | 11 | Total |
| --- | -------------------- | -------------------------------------- | -- | --- | -- | -- | -- | -- | -- | -- | -- | -- | -- | ----- |
| 1=  | Timo Bernhard        | Penske Racing                          | 30 | 20  | 16 | 20 | 16 | 20 | 21 | 6  | 10 | 26 | 18 | 203   |
| 1=  | Romain Dumas         | Penske Racing                          | 30 | 20  | 16 | 20 | 16 | 20 | 21 | 6  | 10 | 26 | 18 | 203   |
| 3=  | Scott Sharp          | Patrón Highcroft Racing                | 20 | 16  | 20 | 2  | 20 | 16 | 25 | 20 | 16 |    | 7  | 162   |
| 3=  | David Brabham        | Patrón Highcroft Racing                | 20 | 16  | 20 | 2  | 20 | 16 | 25 | 20 | 16 |    | 7  | 162   |
| 5   | Patrick Long         | Penske Racing                          |    | 10† | 13 | 16 | 13 | 10 | 15 | 13 | 8  | 23 | 8  | 129   |
| 6   | Sascha Maassen       | Penske Racing                          |    | 10† | 13 | 16 | 13 | 10 | 15 | 13 |    | 23 | 8  | 121   |
| 7=  | Butch Leitzinger     | Dyson Racing                           | 26 | 2   | 8  | 10 | 6  | 6  | 18 | 3  | 3  | 20 | 11 | 113   |
| 7=  | Marino Franchitti    | Dyson Racing                           | 26 | 2   | 8  | 10 | 6  | 6  | 18 | 3  | 3  | 20 | 11 | 113   |
| 9=  | Chris Dyson          | Dyson Racing                           | 23 | 10  | 4  | 6  |    | 8  | 11 | 4  | 6  | 16 | 13 | 101   |
| 9=  | Guy Smith            | Dyson Racing                           | 23 | 10  | 4  | 6  |    | 8  | 11 | 4  | 6  | 16 | 13 | 101   |
| 11  | Franck Montagny      | Andretti Green Racing                  |    |     |    |    | 8  | 4  | 9  | 10 | 20 | 14 | 25 | 90    |
| 12= | Adrian Fernández     | Lowe's Fernández Racing                |    | 4   | 6  | 8  | 10 | 13 | 7  | 16 | 2  | 13 | 9  | 88    |
| 12= | Luis Díaz            | Lowe's Fernández Racing                |    | 4   | 6  | 8  | 10 | 13 | 7  | 16 | 2  | 13 | 9  | 88    |
| 14= | Gil de Ferran        | de Ferran Motorsport                   |    |     |    | 13 | 4  |    | 8  | 8  | 13 | 18 | 21 | 85    |
| 14= | Simon Pagenaud       | de Ferran Motorsport                   |    |     |    | 13 | 4  |    | 8  | 8  | 13 | 18 | 21 | 85    |
| 16= | Emmanuel Collard     | Penske Racing                          | 30 |     |    |    |    |    |    |    |    | 23 |    | 53    |
| 16= | Ryan Briscoe         | Penske Racing Penske Motorsports, Inc. |    |     |    |    |    |    |    |    | 8  | 30 | 15 | 53    |
| 18  | Andy Lally           | Dyson Racing                           | 26 |     |    |    |    |    |    |    |    | 20 |    | 46    |
| 19  | Hélio Castroneves    | Penske Motorsports, Inc.               |    |     |    |    |    |    |    |    |    | 30 | 15 | 45    |
| 20= | Gerardo Bonilla      | B-K Motorsport                         |    | 6   | 3  | 3  |    | 3  | 13 | 2  | 4  |    | 6  | 40    |
| 20= | Ben Devlin           | B-K Motorsport                         |    | 6   | 3  | 3  |    | 3  | 13 | 2  | 4  |    | 6  | 40    |
| 22= | Tony Kanaan          | Andretti Green Racing                  |    |     |    |    |    |    |    |    |    | 14 | 25 | 39    |
| 22= | James Rossiter       | Andretti Green Racing                  |    |     |    |    |    |    | 9  | 10 | 20 |    |    | 39    |
| 24= | Bryan Herta          | Andretti Green Racing                  | 16 | 8   | 10 | 4  |    |    |    |    |    |    |    | 38    |
| 24= | Christian Fittipaldi | Andretti Green Racing                  | 16 | 8   | 10 | 4  |    |    |    |    |    |    |    | 38    |
| 24= | Marco Andretti       | Andretti Green Racing                  | 16 |     |    |    | 8  |    |    |    |    | 14 |    | 38    |
| 27  | Stefan Johansson     | Patrón Highcroft Racing                | 20 |     |    |    |    |    |    |    |    |    |    | 20    |
| 28= | Didier Theys         | Horag Lista Racing                     | 18 |     |    |    |    |    |    |    |    |    |    | 18    |
| 28= | Fredy Lienhard       | Horag Lista Racing                     | 18 |     |    |    |    |    |    |    |    |    |    | 18    |
| 28= | Jan Lammers          | Horag Lista Racing                     | 18 |     |    |    |    |    |    |    |    |    |    | 18    |
| 28= | Scott Dixon          | de Ferran Motorsports                  |    |     |    |    |    |    |    |    |    | 18 |    | 18    |
| 32  | Michel Jourdain, Jr. | Lowe's Fernández Racing                |    |     |    |    |    |    |    |    |    | 13 |    | 13    |
| 33  | Raphael Matos        | B-K Motorsport Andretti Green Racing   |    |     |    |    |    | 4  |    |    |    |    | 6  | 10    |
| 34= | Gunnar van der Steur | Van der Steur Racing                   |    | 3   |    |    |    |    |    |    |    |    |    | 3     |
| 34= | Robbie Pecorari      | Van der Steur Racing                   |    | 3   |    |    |    |    |    |    |    |    |    | 3     |

† - Sascha Maassen and Patrick Long were both penalized three championship points for their entry making avoidable contact during Round 2.

### GT1
| Pos | Piloto           | Equipe           | 1  | 2  | 3  | 4  | 5  | 6  | 7  | 8  | 9  | 10 | 11 | Total |
| --- | ---------------- | ---------------- | -- | -- | -- | -- | -- | -- | -- | -- | -- | -- | -- | ----- |
| 1=  | Johnny O'Connell | Corvette Racing  | 30 | 16 | 20 | 20 | 20 | 20 | 25 | 20 | 16 | 30 | 21 | 238   |
| 1=  | Jan Magnussen    | Corvette Racing  | 30 | 16 | 20 | 20 | 20 | 20 | 25 | 20 | 16 | 30 | 21 | 238   |
| 3=  | Oliver Gavin     | Corvette Racing  | 26 | 20 | 16 | 16 | 16 | 16 | 18 | 16 | 20 | 26 | 25 | 215   |
| 3=  | Olivier Beretta  | Corvette Racing  | 26 | 20 | 16 | 16 | 16 | 16 | 18 | 16 | 20 | 26 | 25 | 215   |
| 5=  | Chapman Ducote   | Bell Motorsports | 23 |    |    |    |    |    | 21 | 13 | 13 |    |    | 70    |
| 5=  | Terry Borcheller | Bell Motorsports | 23 |    |    |    |    |    | 21 | 13 | 13 |    |    | 70    |
| 7   | Ron Fellows      | Corvette Racing  | 30 |    |    |    |    |    |    |    |    | 30 |    | 60    |
| 8   | Max Papis        | Corvette Racing  | 26 |    |    |    |    |    |    |    |    | 26 |    | 52    |
| 9   | Antonio García   | Bell Motorsports | 23 |    |    |    |    |    |    |    |    |    |    | 23    |

### GT2
| Pos | Piloto                | Equipe                                                | 1  | 2  | 3  | 4  | 5  | 6  | 7  | 8  | 9  | 10 | 11 | Total |
| --- | --------------------- | ----------------------------------------------------- | -- | -- | -- | -- | -- | -- | -- | -- | -- | -- | -- | ----- |
| 1=  | Jörg Bergmeister      | Flying Lizard Motorsports                             | 30 | 2  | 16 | 20 | 20 | 13 | 21 | 13 | 20 | 26 | 6  | 187   |
| 1=  | Wolf Henzler          | Flying Lizard Motorsports                             | 30 | 2  | 16 | 20 | 20 | 13 | 21 | 13 | 20 | 26 | 6  | 187   |
| 3=  | Dominik Farnbacher    | Tafel Racing                                          | 14 | 20 | 20 | 13 | 10 | 20 | 18 | 10 | 2  | 23 | 25 | 175   |
| 3=  | Dirk Müller           | Tafel Racing                                          | 14 | 20 | 20 | 13 | 10 | 20 | 18 | 10 | 2  | 23 | 25 | 175   |
| 5=  | Johannes van Overbeek | Flying Lizard Motorsports                             | 13 | 16 | 13 | 16 | 4  | 16 | 15 | 2  | 16 | 13 | 13 | 137   |
| 5=  | Patrick Pilet         | Flying Lizard Motorsports                             | 13 | 16 | 13 | 16 | 4  | 16 | 15 | 2  | 16 | 13 | 13 | 137   |
| 7=  | Mika Salo             | Risi Competizione                                     |    | 1  | 2  |    | 13 | 8  | 13 | 20 | 13 | 30 | 21 | 121   |
| 7=  | Jaime Melo            | Risi Competizione                                     |    | 1  | 2  |    | 13 | 8  | 13 | 20 | 13 | 30 | 21 | 121   |
| 9   | Dirk Werner           | Farnbacher-Loles Motorsport                           |    | 13 |    |    | 16 | 10 | 25 | 16 |    |    | 18 | 98    |
| 10  | Seth Neiman           | Flying Lizard Motorsports 44                          | 26 | 4  | 4  | 8  |    |    | 9  | 4  |    | 16 | 11 | 82    |
| 11  | Darren Law            | Flying Lizard Motorsports 44                          | 26 | 4  |    | 8  |    |    | 9  |    |    | 16 | 11 | 74    |
| 12  | Jim Tafel             | Tafel Racing                                          | 20 |    |    |    | 2  | 3  | 7  | 6  | 6  | 14 |    | 58    |
| 13  | Marc Lieb             | Flying Lizard Motorsports                             | 30 |    |    |    |    |    |    |    |    | 26 |    | 56    |
| 14  | Tom Milner, Jr.       | Panoz Team PTG                                        |    | 6  |    | 10 | 8  | 4  |    | 8  | 1  |    | 15 | 52    |
| 15  | Richard Westbrook     | Farnbacher-Loles Motorsport                           |    |    |    |    | 16 | 10 | 25 |    |    |    |    | 51    |
| 16  | Harrison Brix         | Risi Competizione Tafel Racing                        |    | 8  | 6  | 4  | 6  | 6  | 11 |    | 8  |    |    | 49    |
| 17  | Lonnie Pechnik        | Flying Lizard Motorsports 44                          |    |    | 4  |    |    |    |    | 4  | 10 | 16 | 11 | 45    |
| 18= | Bryce Miller          | Farnbacher-Loles Motorsport                           |    |    |    |    |    |    | 25 |    |    |    | 18 | 43    |
| 18= | Tracy Krohn           | Risi Competizione                                     | 23 |    |    |    |    |    |    |    |    | 20 |    | 43    |
| 18= | Niclas Jönsson        | Risi Competizione                                     | 23 |    |    |    |    |    |    |    |    | 20 |    | 43    |
| 18= | Eric van de Poele     | Risi Competizione                                     | 23 |    |    |    |    |    |    |    |    | 20 |    | 43    |
| 18= | Pierre Kaffer         | Farnbacher-Loles Motorsport JMB Racing                |    |    |    |    |    |    |    | 16 |    | 18 | 9  | 43    |
| 23  | Marc Basseng          | Farnbacher-Loles Motorsport VICI Racing               |    | 13 | 8  |    |    |    | 8  |    |    | 11 |    | 40    |
| 24  | Alex Figge            | Tafel Racing                                          |    |    |    |    | 2  | 3  | 7  | 6  | 6  | 14 |    | 38    |
| 25  | Tom Sutherland        | Panoz Team PTG                                        |    | 6  |    | 10 | 8  | 4  |    | 8  | 1  |    |    | 37    |
| 26= | Alex Davison          | Flying Lizard Motorsports Farnbacher-Loles Motorsport | 26 |    | 8  |    |    |    |    |    |    |    |    | 34    |
| 26= | Pierre Ehret          | Tafel Racing                                          | 20 |    |    |    |    |    |    |    |    | 14 |    | 34    |
| 28  | Rob Bell              | Tafel Racing Risi Competizione                        | 14 |    |    |    |    |    | 11 |    | 8  |    |    | 33    |
| 29  | Patrick Friesacher    | Risi Competizione                                     |    | 8  | 6  | 4  | 6  | 6  |    |    |    |    |    | 30    |
| 30  | Ben Aucott            | JMB Racing                                            |    |    |    |    |    |    |    |    |    | 18 | 9  | 27    |
| 31= | Paul Drayson          | Drayson-Barwell                                       |    |    |    |    |    | 1  |    | 3  |    | 12 | 8  | 24    |
| 31= | Jonny Cocker          | Drayson-Barwell                                       |    |    |    |    |    | 1  |    | 3  |    | 12 | 8  | 24    |
| 33= | Gunnar Jeannette      | Corsa Motorsport                                      |    | 10 | 10 | 3  |    |    |    |    |    |    |    | 23    |
| 33= | Johnny Mowlem         | Corsa Motorsport                                      |    | 10 | 10 | 3  |    |    |    |    |    |    |    | 23    |
| 33= | Joel Feinberg         | Primetime Race Group                                  | 18 |    |    |    |    |    |    | 1  | 4  |    |    | 23    |
| 33= | Chris Hall            | Primetime Race Group                                  | 18 |    |    |    |    |    |    | 1  | 4  |    |    | 23    |
| 33= | Nicky Pastorelli      | VICI Racing                                           |    |    |    | 2  |    | 2  | 8  |    |    | 11 |    | 23    |
| 33= | Francesco Pastorelli  | VICI Racing                                           |    |    |    | 2  |    | 2  | 8  |    |    | 11 |    | 23    |
| 39= | Allan Simonsen        | Tafel Racing                                          | 20 |    |    |    |    |    |    |    |    |    |    | 20    |
| 39= | Craig Stanton         | VICI Racing                                           | 16 |    | 3  | 1  |    |    |    |    |    |    |    | 20    |
| 39= | Nathan Swartzburgh    | VICI Racing                                           | 16 |    | 3  | 1  |    |    |    |    |    |    |    | 20    |
| 42  | Stéphane Daoudi       | JMB Racing                                            |    |    |    |    |    |    |    |    |    | 18 |    | 18    |
| 43= | Uwe Alzen             | VICI Racing                                           | 16 |    |    |    |    |    |    |    |    |    |    | 16    |
| 43= | Tim Pappas            | Black Swan Racing                                     |    |    |    |    | 3  |    | 6  |    |    |    | 7  | 16    |
| 43= | Anthony Lazzaro       | Black Swan Racing                                     |    |    |    |    | 3  |    | 6  |    |    |    | 7  | 16    |
| 46  | Joey Hand             | Panoz Team PTG                                        |    |    |    |    |    |    |    |    |    |    | 15 | 15    |
| 47  | Richard Lietz         | Flying Lizard Motorsports                             | 13 |    |    |    |    |    |    |    |    |    |    | 13    |
| 48  | Darren Turner         | Drayson-Barwell                                       |    |    |    |    |    |    |    |    |    | 12 |    | 12    |
| 49= | Martin Ragginger      | Flying Lizard Motorsports                             |    |    |    |    |    |    |    |    | 10 |    |    | 10    |
| 49= | Lou Gigliotti         | LG Motorsports                                        |    | 3  | 1  | 6  |    |    |    |    |    |    |    | 10    |
| 49= | Doug Peterson         | LG Motorsports                                        |    | 3  | 1  | 6  |    |    |    |    |    |    |    | 10    |
| 52  | Bryan Sellers         | Panoz Team PTG                                        |    |    |    |    |    |    |    | 8  |    |    |    | 8     |
| 53  | Andy Pilgrim          | Black Swan Racing                                     |    |    |    |    |    |    |    |    |    |    | 7  | 7     |
| 54  | Eric Curran           | LG Motorsports                                        |    |    |    | 6  |    |    |    |    |    |    |    | 6     |
| 55= | David Robertson       | Robertson Racing                                      |    |    |    |    |    |    |    |    | 3  |    |    | 3     |
| 55= | Andrea Robertson      | Robertson Racing                                      |    |    |    |    |    |    |    |    | 3  |    |    | 3     |
| 55= | David Murry           | Robertson Racing                                      |    |    |    |    |    |    |    |    | 3  |    |    | 3     |
| 58  | Ruben Carrapatoso     | VICI Racing                                           |    |    |    | 2  |    |    |    |    |    |    |    | 2     |